# The Viper Room

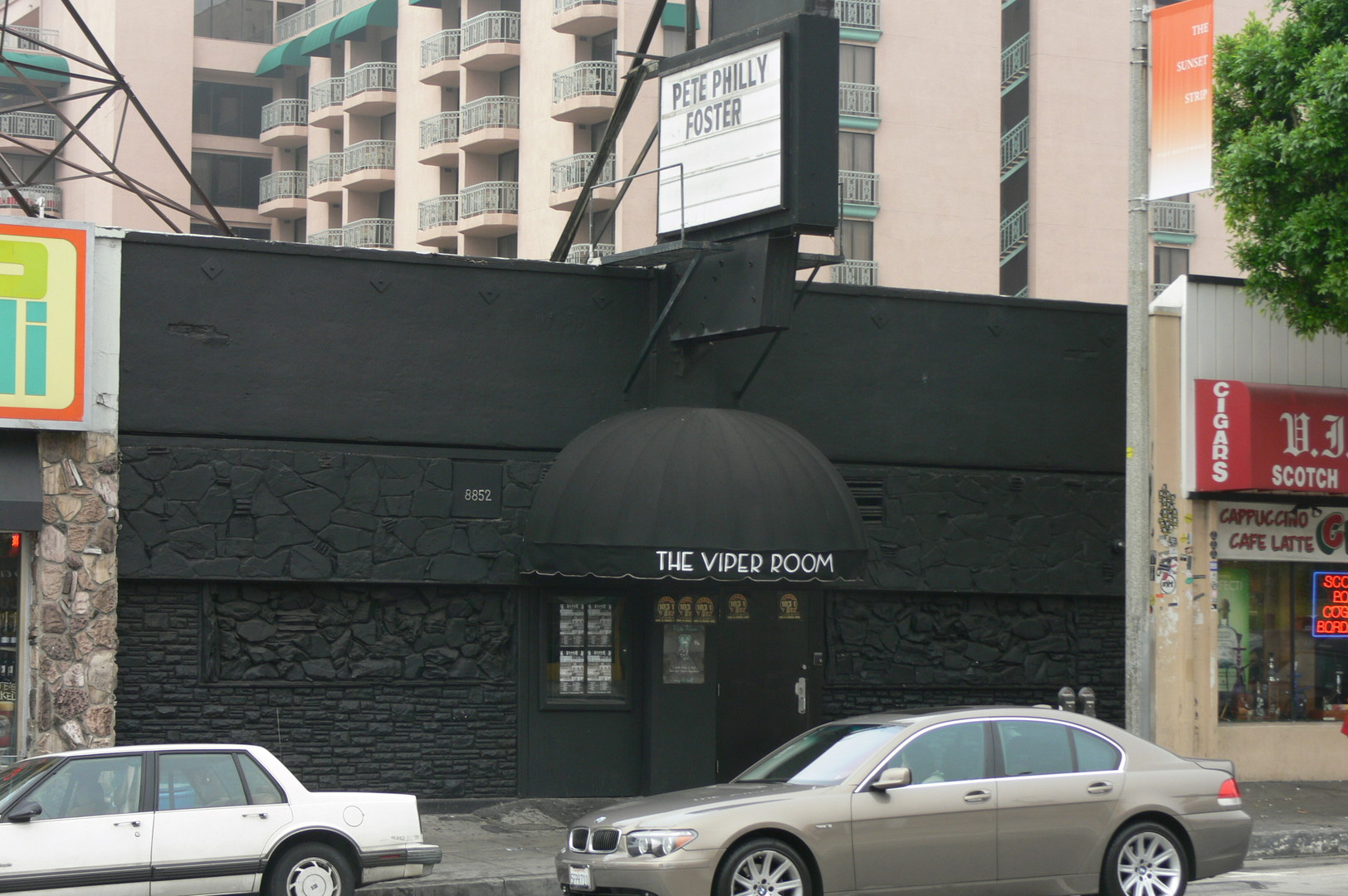
Entrada do Viper Room.

The Viper Room é uma discoteca localizada na Sunset Strip em West Hollywood, Califórnia, Estados Unidos.
Abriu em 1993 e era parcialmente detida pelo ator Johnny Depp, enquanto a outra parte era de Sal Jenco, que era ator em 21 Jump Street juntamente com Depp. O clube tornou-se famoso por ser um local de encontro da elite de Hollywood, e foi o local onde o ator River Phoenix morreu com uma overdose de drogas na noite de  Halloween de 1993. No início de 1995, o ator e cantor australiano Jason Donovan sofreu aí uma overdose também, mas sobreviveu. Em novembro de 1997, a estrela australia de rock Michael Hutchence tocou pela última vez para o público no The Viper Room, apenas uma semana antes de cometer suicídio.
O The Viper Room tem tido várias alterações de donos, e continua a ser local de espetáculos musicais de múltiplos tipos, incluindo metal, punk rock, e rock alternativo.